# Chantal Daucourt
Chantal Daucourt, née à Bienne le 23 juin 1966, est une cycliste suisse en VTT cross-country.
En 1991, 1993 et 1997, elle remporte le titre de championne d'Europe en VTT cross-country.

## Palmarès en VTT

### Championnats du monde
- Barga 1991 : 4e du cross-country
- Bromont 1992 : 5e du cross-country
- Kirchzarten 1995 :  Médaillée de bronze du cross-country
- Château-d'Œx 1997 : 5e du cross-country
- Åre 1999 : 7e du cross-country

### Coupe du monde
- Coupe du monde de cross-country
  - 3e en 1992 (2 manches)
  - 3e en 1997
  - 1998 : 1 manche
  - 9e en 2000

### Championnats d'Europe
- 1991
  -  Championne d'Europe du cross-country
- 1992
  -  Médaillée de bronze du cross-country
- 1993
  -  Championne d'Europe du cross-country
- 1997
  -  Championne d'Europe du cross-country

### Championnats de Suisse
- Championne de Suisse de cross-country : 1997 et 1998

## Palmarès en cyclo-cross
- 2000
  -  Championne de Suisse de cyclo-cross
  - 10e des Championnats du monde de cyclo-cross